# Ashes to Ashes (Anna Bergendahl-låt)
Ashes to Ashes är en musiksingel som framförs av svenska sångaren Anna Bergendahl från 2019. Låten är skriven av  Thomas G:son, Bobby Ljunggren, Erik Bernholm och Anna Bergendahl. Hon framförde den i den första deltävlingen av Melodifestivalen 2019 där hon tog sig direkt till andra chansen. Hon tog sig till final efter att ha vunnit duellen mot Andreas Johnson Detta är andra gången som Bergendahl tävlar i Melodifestivalen. Titeln kommer från citatet "av jord är du kommen och jord ska du åter bli". Låten handlar om att göra så mycket som möjligt medan man är på Jorden. Under tiden Bergendahl tävlar i Melodifestivalen studerar hon samtidigt läkarprogrammet på Örebro universitet och fick ta ledigt från studierna.

## Listplaceringar
| Lista (2019) | Placering |
| ------------ | --------- |
| Sverige      | 12        |